# Cantone di Le Vésinet
Il Cantone di Le Vésinet era una divisione amministrativa dell'Arrondissement di Saint-Germain-en-Laye.
È stato soppresso a seguito della riforma complessiva dei cantoni del 2014, che è entrata in vigore con le elezioni dipartimentali del 2015.
Comprendeva i comuni di:
- Montesson
- Le Vésinet